# Меркурій-П
Меркурій-П — проект російської автоматичної міжпланетної станції для досліджень Меркурія на його поверхні за допомогою посадкового апарата.
Початкові опрацювання були виконані в 2003 році, коли в місії BepiColombo був запланований посадковий апарат. Але в листопаді 2003 року його скасували. Потім НВО ім. Лавочкіна планувало місію з посадковим апаратом на Меркурій в 2019 році, однак термін реалізації був значно відсунутий — на період після 2031 року.
«Меркурій-П» має стати першою посадковою АМС на Меркурії. При розробці апарата може бути використано конструкцію орбітально-перелітного модуля проєкту «Фобос-Ґрунт».